# Raión de Boryspil
Raión de Borýspil (en ucraniano: Бори́спільський райо́н) es un raión o distrito de Ucrania en el óblast de Kiev. La capital es la ciudad de Borýspil.
Comprende una superficie de 3873,2 km².

## Demografía
Según estimación 2010, contaba con una población total de 54670 habitantes.

## Otros datos
El código KOATUU fue 3220800000. El código postal 08319 y el prefijo telefónico +380 4595.